# Огастес, Эмануэль
Эмануэль Огастес (англ. Emanuel Augustus, до 2001 года Эмануэль Яков Бёртон ; 2 января 1975, Чикаго, США) — американский боксёр-профессионал, призёр в номинации Бой года по версии журнала «Ринг» (2001). Получил известность благодаря своей вызывающей манере ведения боя вкупе с танцующей техникой передвижений в ринге, напоминающей движения человека в состоянии алкогольного опьянения, за что получил прозвище «Пьяный Мастер». Флойд Мейвезер-младший многократно называл Огастеса своим самым сложным соперником. Огастес имел насыщенный соревновательный график, иногда свой последующий профессиональный бой он проводил в течение менее двух недель с момента окончания предыдущего. Большинство поражений по очкам объясняется тем, что судьи расценивали его стиль как неспортивное поведение.

## Индивидуальный стиль
Огастес выработал уникальную в своём роде технику передвижения, нападения и защиты, в которой любое последующее движение плавно вытекает из предыдущего. Его защита включает в себя обилие приёмов с интенсивной работой корпусом и головой, прыжками, нырками и уклонами, подставками, уходом из опасной зоны путём разрыва и, наоборот, сокращения дистанции, внезапной смены стойки из левосторонней в правостороннюю и обратно, сочетающимися с размашистыми движениями ног, нецелесообразными с точки зрения рациональной затраты энергии и экономии сил, но чрезвычайно эффектными для зрительской аудитории и вводящими соперников в замешательство. Переход от защиты к нападению происходит так же спонтанно, как и от нападения к защите, любую свою ошибку боксёр умело превращает танцем в преимущество, выходя на выгодную для себя дистанцию.
Индивидуальный стиль и манера ведения боя Огастеса вырабатывались постепенно, обрастая всё большим количеством финтов и танцевальных элементов. При всей кажущейся фантасмагорийности этого стиля, Огастес умудрился нокаутировать четверть своих соперников, регулярно выходя против чемпионов мира и боксёров из первой десятки на протяжении 16 лет своей профессиональной карьеры. Публика и спортивные обозреватели окрестили его «Пьяным Мастером», сам же он называет свой стиль «танцем куклы на верёвочках» (string puppet dances).

## Любительская карьера
Боксом начал заниматься в 17 лет, пробыв два года в любителях и дойдя до участия в национальных чемпионатах. Поскольку поединки на любительском ринге казались ему скучными из-за своего однообразия, именно в период его любительской карьеры и начал формироваться его стиль, который позже назовут стилем «Пьяного Мастера». На любительском ринге провёл 27 поединков, после чего, в возрасте 19 лет перешёл в профессионалы.

## Профессиональная карьера
Первый бой на профессиональном ринге провёл 23 июля 1994 года. Одержал победу по очкам.
21 октября 2000 года проиграл Флойду Мейвезеру-младшему техническим нокаутом в 9-м раунде.

### Бой сМикки Уордом
13 июля 2001 года встретился с Микки Уордом. Бой продлился всю дистанцию (10 раундов). Судьи единогласно отдали победу Уорду: 96/94, 96/91, 98/90. Сам поединок получился очень зрелищным и был признан "Боем года" (2001) по версии журнала "Ринг".
30 января 2004 года проиграл по очкам Дэвиду Диасу.
21 мая 2010 года проиграл россиянину Руслану Проводникову техническим нокаутом в 9-м раунде.

## Огнестрельное ранение
13 октября 2014 года в городе Батон-Руж (штат Луизиана) Огастес получил огнестрельное ранение в голову. В больнице его подключили к аппарату искусственного жизнеобеспечения. Примерно месяц спустя стало известно, что его жизни ничего не угрожает.

## Титулы
- IBF Inter-Continental в 1-м полусреднем весе
- WBO Inter-Continental в 1-м полусреднем весе
- WBC Continental Americas в 1-м полусреднем весе
- WBO Oriental в полусреднем весе